# Фрейре, Рамон
Рамон Фрейре Серрано (29 ноября 1787 — 9 декабря 1851) — чилийский политический деятель, второй президент Чили с 25 января 1827 по 8 мая 1827 года и третий верховный директор Чили с 4 апреля 1823 по 9 июля 1826.

## Биография
Родился в 1787 году в Сантьяго; его родителями были Франсиско Антонио Фрейре-и-Пас и Гертрудис Серрано-и-Аррекеа. В раннем возрасте стал сиротой и воспитывался у брата матери в имении близ Колины. В 16 лет осиротел вновь, и перебрался в Консепсьон, где работал клерком в магазине, а затем на торговом судне.
После начала в 1810 году борьбы за независимость Чили был вовлечён в общественную деятельность, в 1811 году вступил в армию. Когда в 1814 году независимость Чили была ликвидирована испанцами — как и многие другие пересёк Анды и отправился в изгнание в Буэнос-Айрес. В 1816 году вступил в Андскую армию, и вернулся в Чили в качестве командира батальона, принял участие в сражениях за освобождение Чили. Во время правления О’Хиггинса был комендантом Консепсьона, но постепенно их отношения ухудшались, и в 1822 году Рамон Фрейре подал в отставку.
В начале 1823 года О’Хиггинс ушёл в отставку с поста Верховного директора Чили, и в апреле того же года Хунта представителей выбрала Фрейру новым верховным директором. Заняв этот пост, он совершил ряд крупных преобразований в стране: ликвидировал рабство, реорганизовал оборону Вальпараисо, открыл чилийский рынок для мировой торговли. Также он выступал за свободу прессы и обязал создать при всех монастырях бесплатные школы. 29 декабря 1823 года он ввёл в действие новую Конституцию, которая пыталась регулировать общественную и частную жизнь граждан, и была отменена всего лишь полгода спустя. Так как чилийская казна была истощена за время борьбы за независимость, и на ней тяжким грузом висели внешние займы, сделанный в британских банках, Фрейре ввёл государственную монополию на табак, алкоголь, игральные карты и гербовую бумагу, проведение которой в жизнь было доверено компании «Portales, Cea and Co.». Также Фрейре завершил освобождение страны, отвоевав остававшийся в руках испанцев остров Чилоэ.
Многочисленные конфликты со сторонниками О’Хиггинса вынудили Фрейре подать в начале 1826 года в отставку с поста Верховного директора. В качестве правителя страны его сменил адмирал Мануэль Бланко Энкалада, а сам пост был переименован в «Президент Чили».
Бланко Энкалада пробыл во главе страны всего два месяца, и ушёл в отставку, передав власть вице-президенту Агустину Эйсагирре. В начале 1827 года полковник Энрике Кампино попытался устроить в столице военный переворот, и Эйсагирре также предпочёл уйти в отставку, после чего Конгресс 25 января избрал Фрейру временным президентом страны. Наведя порядок, Фрейра 5 февраля также подал в отставку, но она была отвергнута Конгрессом, и Фрейра продолжал оставаться президентом до 5 мая. Во время своего президентства Фрейра попытался ввести в стране федеральное устройство, подобное устройству Соединённых Штатов Америки, но эта система оказалась нежизнеспособной.
После ухода в отставку Рамон Фрейре стал жить частной жизнью, но когда в 1829 году в стране началась гражданская война — вновь вернулся к политической деятельности. Потерпев поражение в борьбе, он был отправлен в изгнание в Перу. Там при поддержке Андреаса де Санта-Круса он организовал военную экспедицию, попытавшуюся захватить остров Чилоэ, но потерпел поражение, был осуждён военным трибуналом, и выслан сначала на остров Хуан-Фернандес, а затем на Таити.
В 1837 году Рамон Фрейре временно поселился в Австралии. В 1842 году ему было разрешено вернуться в Чили, и он там прожил до конца своих дней частной жизнью.
Отец политического и государственного деятеля Франсиско Фрейре.